# Dyade (philosophie)
Pour les articles homonymes, voir Dyade.
Ne doit pas être confondu avec Dryade.
Une dyade (du grec ancien : δυάς, duás, « paire ») est, en philosophie, une entité constituée de deux éléments. Cette notion pythagoricienne implique le principe d'altérité et s'oppose à celui de monade.

## Présentation
La dyade, archétype du nombre deux, regroupe tout ce qui relève de binaire. En termes de pensée symbolique, elle pose la question de l'Un et du multiple, et, partant, celle de la création.
Selon Numénios d'Apamée, philosophe néopythagoricien du IIe siècle, Pythagore a donné le nom de « monade » à Dieu, et celui de « dyade » à la matière. La dyade est, pour Littré, « l'être qui se détache de la monade ou de Dieu (dans le système pythagoricien) ».
Des néoplatoniciens et des idéalistes tels que Plotin voient la dyade comme une cause seconde.
Dans une approche plus théologique, une dyade divine peut se transformer en triade et conduire à l'Un.